# Nuoto ai Giochi della XXX Olimpiade - 100 metri rana femminili
La gara dei 100 metri rana femminili dei Giochi della XXX Olimpiade si è svolta il 29 e il 30 luglio 2012. Hanno partecipato 46 atlete.
La gara è stata vinta dalla lituana Rūta Meilutytė con il tempo di 1'05"47, mentre l'argento e il bronzo sono andati rispettivamente a Rebecca Soni e a Satomi Suzuki.

## Formato
Gli atleti competono in due turni eliminatori; i migliori sedici tempi delle batterie si qualificano alla semifinale, mentre i migliori otto di queste ultime accedono alla finale.

## Record
Prima della competizione, i record olimpici e mondiali erano i seguenti:
| Record mondiale | 1'04"45 | Jessica Hardy Stati Uniti | Federal Way, Stati Uniti d'America 7 agosto 2009 |
| Record olimpico | 1'05"17 | Leisel Jones Australia    | Pechino, Cina 10 agosto 2008                     |

## Programma
| Data      | Ora (BST/UTC+1) | Turno      |
| --------- | --------------- | ---------- |
| 29 luglio | 10:43           | Batterie   |
| 29 luglio | 19:50           | Semifinali |
| 30 luglio | 20:15           | Finale     |

## Risultati

### Batterie
| Pos. | Batteria | Corsia | Nome                    | Nazione              | Tempo   | Note |
| ---- | -------- | ------ | ----------------------- | -------------------- | ------- | ---- |
| 1    | 4        | 6      | Rūta Meilutytė          | Lituania             | 1'05"56 | Q,   |
| 2    | 6        | 4      | Rebecca Soni            | Stati Uniti          | 1'05"75 | Q    |
| 3    | 6        | 5      | Julija Efimova          | Russia               | 1'06"51 | Q    |
| 4    | 5        | 4      | Breeja Larson           | Stati Uniti          | 1'06"58 | Q    |
| 5    | 4        | 4      | Leisel Jones            | Australia            | 1'06"98 | Q    |
| 6    | 5        | 5      | Satomi Suzuki           | Giappone             | 1'07"08 | Q    |
| 7    | 6        | 2      | Sarah Poewe             | Germania             | 1'07"12 | Q    |
| 8    | 6        | 3      | Jennie Johansson        | Svezia               | 1'07"14 | Q    |
| 9    | 5        | 3      | Rikke Pedersen          | Danimarca            | 1'07"23 | Q    |
| 10   | 3        | 6      | Alia Atkinson           | Giamaica             | 1'07"39 | Q    |
| 11   | 4        | 5      | Leiston Pickett         | Australia            | 1'07"41 | Q    |
| 12   | 3        | 2      | Suzaan van Biljon       | Sudafrica            | 1'07"54 | Q    |
| 13   | 4        | 1      | Zhao Jin                | Cina                 | 1'07"68 | Q    |
| 14   | 4        | 2      | Mina Matsushima         | Giappone             | 1'07"69 | Q    |
| 15   | 4        | 3      | Jillian Tyler           | Canada               | 1'07"81 | Q    |
| 16   | 5        | 2      | Tera van Beilen         | Canada               | 1'07"85 | Q    |
| 17   | 5        | 7      | Liu Xiaoyu              | Cina                 | 1'07"99 |      |
| 18   | 3        | 3      | Sara El Bekri           | Marocco              | 1'08"21 |      |
| 19   | 5        | 1      | Joline Höstman          | Svezia               | 1'08"28 |      |
| 20   | 6        | 7      | Moniek Nijhuis          | Paesi Bassi          | 1'08"31 |      |
| 21   | 6        | 8      | Siobhan-Marie O'Connor  | Gran Bretagna        | 1'08"32 |      |
| 22   | 5        | 6      | Caroline Ruhnau         | Germania             | 1'08"43 |      |
| 23   | 6        | 6      | Dar'ja Deeva            | Russia               | 1'08"44 |      |
| 24   | 3        | 5      | Petra Chocová           | Rep. Ceca            | 1'08"59 |      |
| 25   | 4        | 7      | Marina Garcia Urzainqui | Spagna               | 1'08"64 |      |
| 26   | 4        | 8      | Sycerika McMahon        | Irlanda              | 1'08"80 |      |
| 27   | 3        | 4      | Michela Guzzetti        | Italia               | 1'08"83 |      |
| 28   | 5        | 8      | Kate Haywood            | Gran Bretagna        | 1'09"22 |      |
| 29   | 3        | 1      | Dilara Buse Gunaydin    | Turchia              | 1'09"43 |      |
| 30   | 2        | 4      | Tjaša Vozel             | Slovenia             | 1'09"63 |      |
| 31   | 2        | 5      | Anna Sztankovics        | Ungheria             | 1'09"65 |      |
| 32   | 2        | 6      | Fanny Babou             | Francia              | 1'09"76 |      |
| 33   | 3        | 7      | Kim Hye-Jin             | Corea del Sud        | 1'09"79 |      |
| 34   | 2        | 3      | Jenna Laukkanen         | Finlandia            | 1'09"92 |      |
| 35   | 2        | 2      | Ana Rodrigues           | Portogallo           | 1'10"62 |      |
| 36   | 2        | 1      | Danielle Beaubrun       | Saint Lucia          | 1'11"12 |      |
| 37   | 3        | 8      | Marija Liver            | Ucraina              | 1'11"23 |      |
| 38   | 2        | 7      | Chen I-Chuan            | Taipei cinese        | 1'11"28 |      |
| 39   | 6        | 1      | Concepcion Badillo Diaz | Spagna               | 1'12"58 |      |
| 40   | 2        | 8      | Tatiana Chisca          | Moldavia             | 1'13"30 |      |
| 41   | 1        | 4      | Ivana Ninkovic          | Bosnia ed Erzegovina | 1'14"04 |      |
| 42   | 1        | 3      | Pilar Shimizu           | Guam                 | 1'15"76 |      |
| 43   | 1        | 5      | Matelita Buadromo       | Figi                 | 1'16"33 |      |
| 44   | 1        | 6      | Oksana Hatamkhanova     | Azerbaigian          | 1'25"52 |      |
| 45   | 1        | 2      | Oyungerel Gantumur      | Mongolia             | 1'27"17 |      |
| 46   | 1        | 7      | Dede Camara             | Guinea               | 1'38"54 |      |

### Semifinali
| Pos. | Corsia | Nome              | Nazione     | Tempo   | Note |
| ---- | ------ | ----------------- | ----------- | ------- | ---- |
| 1    | 4      | Rebecca Soni      | Stati Uniti | 1'05"98 | Q    |
| 2    | 5      | Breeja Larson     | Stati Uniti | 1'06"70 | Q    |
| 3    | 3      | Satomi Suzuki     | Giappone    | 1'07"10 | Q    |
| 4    | 2      | Alia Atkinson     | Giamaica    | 1'07"48 | Q    |
| 4    | 8      | Tera van Beilen   | Canada      | 1'07"48 |      |
| 6    | 6      | Jennie Johansson  | Svezia      | 1'07"57 |      |
| 7    | 7      | Suzaan van Biljon | Sudafrica   | 1'07"68 |      |
| 8    | 1      | Mina Matsushima   | Giappone    | 1'08"26 |      |

| Pos. | Corsia | Nome            | Nazione   | Tempo   | Note |
| ---- | ------ | --------------- | --------- | ------- | ---- |
| 1    | 4      | Rūta Meilutytė  | Lituania  | 1'05"21 | Q,   |
| 2    | 5      | Julija Efimova  | Russia    | 1'06"57 | Q    |
| 3    | 3      | Leisel Jones    | Australia | 1'06"81 | Q    |
| 4    | 2      | Rikke Pedersen  | Danimarca | 1'06"82 | Q    |
| 5    | 6      | Sarah Poewe     | Germania  | 1'07"68 |      |
| 6    | 7      | Leiston Pickett | Australia | 1'07"74 |      |
| 7    | 8      | Jillian Tyler   | Canada    | 1'07"87 |      |
| 8    | 1      | Zhao Jin        | Cina      | 1'07"97 |      |

#### Spareggio
| Pos. | Corsia | Nome            | Nazione  | Tempo   | Note |
| ---- | ------ | --------------- | -------- | ------- | ---- |
| 1    | 5      | Alia Atkinson   | Giamaica | 1'06"79 | Q    |
| 2    | 4      | Tera van Beilen | Canada   | 1'07"73 |      |

### Finale
| Pos. | Corsia | Nome           | Nazione     | Tempo   | Note |
| ---- | ------ | -------------- | ----------- | ------- | ---- |
|      | 4      | Rūta Meilutytė | Lituania    | 1'05"47 |      |
|      | 5      | Rebecca Soni   | Stati Uniti | 1'05"55 |      |
|      | 1      | Satomi Suzuki  | Giappone    | 1'06"46 |      |
| 4    | 8      | Alia Atkinson  | Giamaica    | 1'06"93 |      |
| 5    | 2      | Leisel Jones   | Australia   | 1'06"95 |      |
| 6    | 6      | Breeja Larson  | Stati Uniti | 1'06"96 |      |
| 7    | 3      | Julija Efimova | Russia      | 1'06"98 |      |
| 8    | 7      | Rikke Pedersen | Danimarca   | 1'07"55 |      |